# Гуго де Вермандуа (архиепископ Реймса)
Гуго де Вермандуа (920—962) — архиепископ Реймса в 925—931 и 940—946 годах. Сын графа Герберта II де Вермандуа.

## Биография

### Назначение
После смерти архиепископа Сеульфа, Герберт II де Вермандуа приказал назначить на это место своего сына Гуго, которому было всего 5 лет. Король Рауль и Гуго Великий не могли допустить столь возмутительное деяние: в конце 932 года они назначили реймсским архиепископом Артольда, монаха из Сен-Реми-де-Реймс. Герберт II де Вермандуа пытался отстоять интересы своего сына, но напрасно: король Рауль завладел Ланом, Амьеном, Хамом[уточнить], Сен-Кантеном и в какой-то момент принудил его бежать в Германию (933—934). 
В 940 году Герберт, на сей раз в союзе с Гуго Великим, отвоевал Реймс у Людовика IV Заморского и его верного советника Артольда и снова восстановил Гуго де Вермандуа на архиепископской кафедре.
В документах 943 года Гуго упоминается как архиканцлер Западно-Франкского государства.

### Смещение
В 946 году Оттон I Великий и Людовик IV вернули себе Реймс. Естественно, они поспешии опять сделать архиепископом Артольда, который и был восстановлен на своём прежнем месте Рутбертом, архиепископом Трирским, и Фридрихом, архиепископом Майнцским. Гуго де Вермандуа протестовал и решил, что их с Артольдом тяжбу следует разрешить на соборе.

### Отлучение от церкви
Церковный собор в Ингельхайме на Рейне 8 июня 948 года приговорил Гуго де Вермандуа к отлучению от церкви.